# Station Jaśkowice Legnickie
Station Jaśkowice Legnickie is een spoorwegstation in de Poolse plaats Jaśkowice Legnickie.